# Mont Rolleston
Pour les articles homonymes, voir Rolleston.
Le mont Rolleston (en anglais : Mount Rolleston) est un sommet culminant à 2 275 m d'altitude dans le parc national d'Arthur's Pass sur l'île du Sud de Nouvelle-Zélande.
Il fut nommé par l'arpenteur Arthur Dudley Dobson en 1864, qui l'observa tout en cherchant une voie à travers les Alpes du Sud vers les champs aurifères de la côte ouest. Le nom honore le surintendant de la province de Canterbury à l'époque, William Rolleston.
Bien que n'étant pas la plus haute montagne du parc national (le mont Murchison détient cet honneur), elle est connue pour être visible depuis la State Highway 73 qui traverse le col d'Arthur jusqu'à la région de West Coast.
Le lieu est également populaire auprès des grimpeurs, car le sommet peut être escaladé en une journée à partir de la localité d'Arthur's Pass. Le mont Rolleston a été escaladé pour la première fois en 1912 par les alpinistes H. Thomson et J. Gilligan. Le mont Rolleston peut être grimpé par plusieurs itinéraires, y compris les arêtes Rome ou Goldney. Cette dernière permet d'accéder à « Otira Slide », qui en hiver peut être descendu à skis.
Plusieurs rivières prennent leur source sur le mont Rolleston, notamment le Waimakariri et plusieurs affluents de l'Otira.

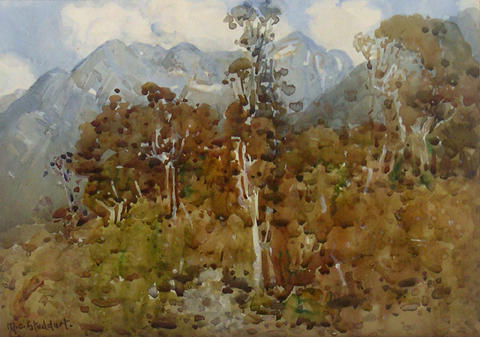
Mount Rolleston, Otira, par Margaret Stoddart, 1917.
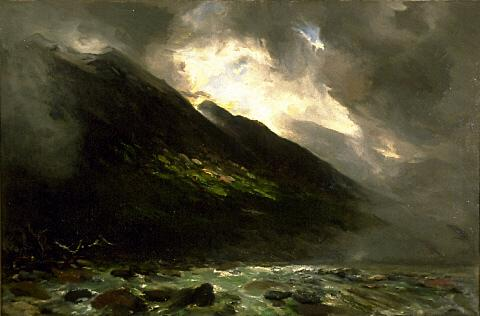
Mount Rolleston and the Otira River, par Petrus Van der Velden, 1893.